# Элиасберг, Карл Ильич

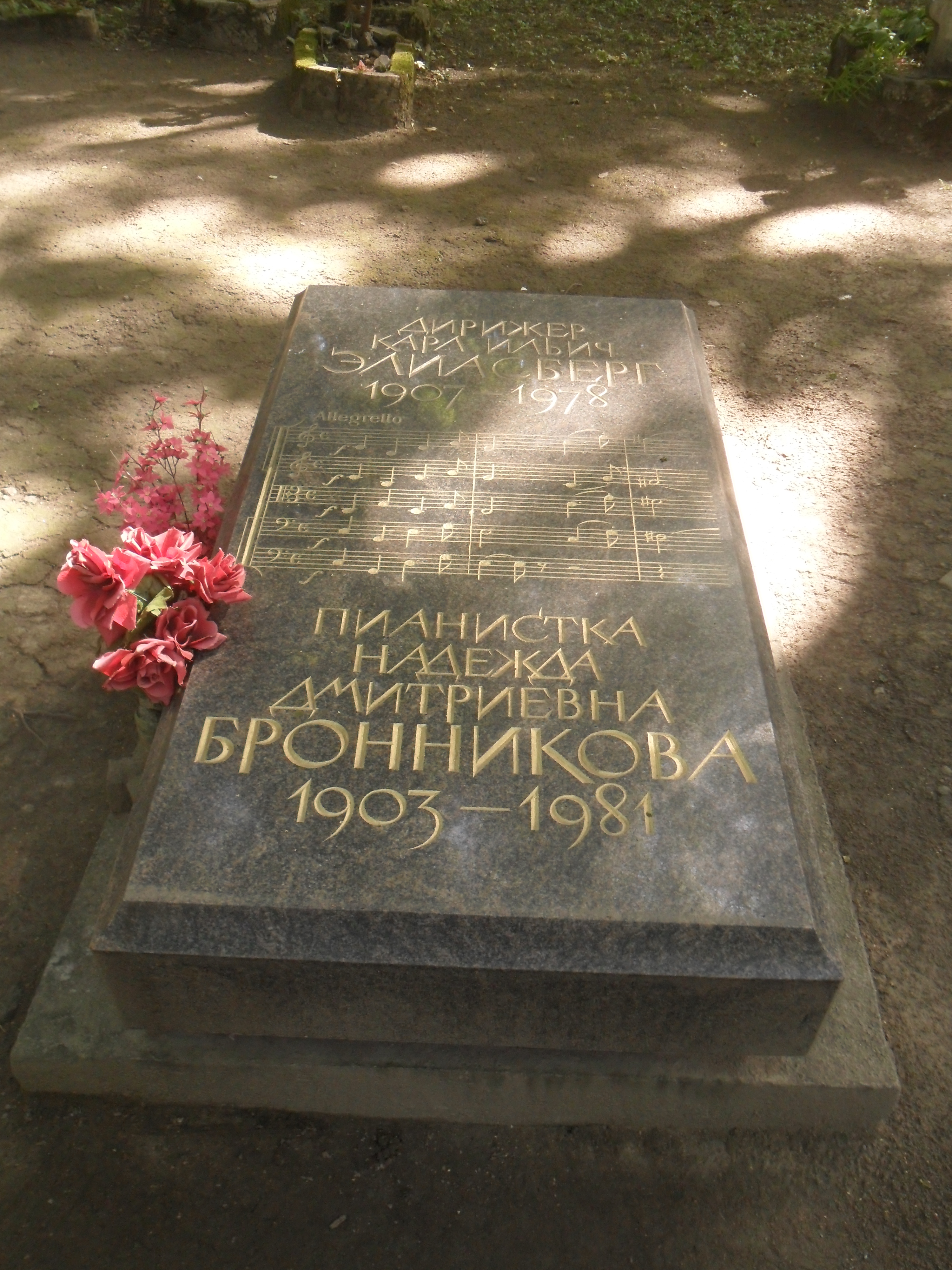
Могила Элиасберга на Литераторских мостках в Санкт-Петербурге.

Карл Ильи́ч Элиа́сберг (28 мая (10 июня) 1907, Минск — 12 февраля 1978, Ленинград) — советский дирижёр, заслуженный деятель искусств РСФСР (1944).

## Биография
Родился 10 июня 1907 г. в Минске. Отец Илья Элиасберг — бухгалтер, мать — домохозяйка. В 1911 году семья переехала в Елисаветград, где с 6-летнего возраста начал свое музыкальное образование. В 1916 г., девяти лет, поступил в гимназию, где проучился до 1922 года. В 1922 году в Минске умер отец (от сыпного тифа) . В Автобиографии, составленной в 1955 г., И. Элиасберг указывает, что после смерти отца он с матерью переселился в Петроград, однако в 1924 году, в Анкете студента К. Илиасберг указывал, что мать проживает в Минске, безработная. В "Краткой летописи жизни и творческой деятельности К. И. Элиасберга" В. Козлов указывает, что мать переехала к нему не ранее 1924 г . 
Начинал заниматься музыкой как скрипач в Елизаветграде под руководством Иоахима Гольдберга (в дальнейшем профессора Харьковской консерватории) (В. Жук упоминает Гольдберга в числе соучеников Исаака Жука, обучавшихся у Гольдберга в Полтаве ). В возрасте 15 лет Карл Элиасберг поступил в Ленинградскую консерваторию, обучался 7 лет по классу скрипки у профессора Коргуева, ученика Леопольда Ауэра, параллельно обучался дирижированию. Окончил Ленинградскую консерваторию по специальности «скрипка» в 1929 году.
С 1929 по 1931 год работал в Театре музыкальной комедии, в 1937—1950 годах — главный дирижёр Большого симфонического оркестра Ленинградского радиокомитета. Носил звание «лейтенант административной службы».
В годы войны это был единственный в блокадном Ленинграде оркестр, в нём работали оставшиеся в городе музыканты. Три месяца блокады — с декабря 1941 г. по февраль 1942 г. — вещание музыкальных программ на город было прекращено по распоряжению партийного руководства, но по свидетельству Ольги Берггольц, в это время выступления оркестра транслировали иногда на Швецию и Англию, как бы в доказательство, что город ещё жив. В марте 1942 г. вещание музыкальных программ на город было возобновлено. И далее в течение блокады Большой симфонический оркестр Ленинградского радиокомитета выступал по радио и давал концерты (всего более 400). 9 августа 1942 года под управлением Элиасберга состоялось исполнение Седьмой симфонии Дмитрия Шостаковича, ставшее историческим. 
После окончания войны Элиасберг продолжил дирижёрскую карьеру, работал с оркестром Ленинградской филармонии (так с 1953 года назывался бывший Большой симфонический оркестр Ленинградского радиокомитета), Государственным симфоническим оркестром и другими коллективами, в том числе в провинции с симфоническим оркестром Карельской государственной филармонии, много гастролировал по СССР.
Элиасберг награждён орденом Красной Звезды (22 июля 1945 года).
Среди осуществлённых концертных и студийных записей — произведения Иоганнеса Брамса (двойной концерт, симфония № 3, Немецкий реквием), Йозефа Гайдна (симфонии № 88, 95, 103), Исаака Дунаевского, Анатолия Лядова, Густава Малера (Симфония № 4, первая запись в СССР), Феликса Мендельсона, Сергея Танеева (симфонии № 1, 3), Дмитрия Шостаковича (симфония № 7).
Умер 12 февраля 1978 г. Урны с прахом Элиасберга и его жены, пианистки Надежды Бронниковой (1903—1981), хранились в колумбарии Петербургского крематория, а в 1992 г. захоронены на Литераторских мостках.

### Память
- В 1985 году на стене Филармонии была установлена мемориальная доска с текстом: «Здесь, в Большом зале Ленинградской филармонии, 9 августа 1942 года оркестр Ленинградского радиокомитета под управлением дирижёра К. И. Элиасберга исполнил Седьмую (Ленинградскую) симфонию Д. Д. Шостаковича»[6].
- В 2007 г. на стене дома Фонтанки наб., 50 в Санкт-Петербурге была установлена мемориальная доска: "В этом доме с 1975 по 1978 г. жил дирижер Карл Ильич Элиасберг".
- В 1992 году благодаря усилиям Юрия Темирканова урны с прахом Карла Элиасберга и его супруги перезахоронены на Актёрской дорожке, на Литераторских мостках Волковского кладбища.

## В литературе
Исполнение оркестром Ленинградского радио Симфонии № 7 в начале второго года блокады стало центром сюжета романа новозеландской писательницы Сары Куигли «Дирижер», опубликованного в 2011 году.

## В кинематографе
- «Ленинградская симфония», СССР, 1957. Сценарий и режиссура — Захар Аграненко.  Образ Элиасберга, которого сыграл Марк Перцовский, в фильме полностью искажен, начиная с того, что он в нем фигурирует не под своим (неудобным для цензуры) именем, а под именем Ореста Добросельского. Фильм содержит и множество других ошибок, продиктованных идеологией своего времени.
- Докудрама «Leningrad Symphony», Германия, 2017. Режиссёры Кристиан Фрай (Christian Frei) и Карстен Гучмидт (Carsten Gutschmidt). В роли Элиасберга — Маттиас Бундшух (нем. Matthias Bundschuh).
- «Седьмая симфония» (2021, реж. А. Котт). Роль Элиасберга сыграл актёр Алексей Гуськов. Как и советский фильм 1957 г., фильм 2021 г. содержит множество исторических ошибок, начиная с искажения возраста дирижера (ему было 35, а в фильме он уже пожилой) и биографии его жены, и заканчивая историей собирания музыкантов с фронта (Элиасберг делал это лично, а в фильме это делает офицер НКВД) и обстоятельств исполнения симфонии.

## Адреса в Ленинграде
- Кронверкский пр., 27 Элиасберг жил в кв. 6 с 1926 по 1940 гг.
- Фонтанки наб., 66 в 1940-е - 1960-е гг.
- Фонтанки наб., 50 с 1975 по 1978 г.